# Luisa Henrietta Bourbonská
Luisa Henrietta Bourbonská (20. červen 1726, Paříž – 9. únor 1759, Paříž), Mademoiselle de Conti, francouzská princezna a sňatkem vévodkyně z Chartres (1743-1752) a Orléansu (1752-1759) po smrti svého tchána. 4. února 1752, se její manžel stal hlavou Orleánských a Prvním princem královské krve (Premier prince du sang), nejdůležitější osobností bezprostředně po členech královské rodiny.
Nový orleánský vévoda a jeho manželka byli také známí jako Monsieur le Prince a Madame la Princesse. Luisa Henrietta Bourbonská byla babičkou francouzského panovníka Ludvíka Filipa. Jejími potomky jsou také současní pretendenti trůnu ve Francii a Itálii a teké panovníci Španělska a Belgie.

## Původ a dětství
Luisa Henrietta se narodila v Paříži jako jediná dcera Ludvíka Armanda Bourbona, prince de Conti a Luisy Alžběty Bourbonské. Její otec byl druhým synem Františka Ludvíka, prince de Conti a jeho manželky Marie Terezy Bourbonské. Její babička z otcovy strany a dědeček ze strany matky byli sourozenci, její rodiče tedy byli bratranec a sestřenice. Její matka byla oblíbená dcera Luisy Františky Bourbonské, nejstarší uznané nemanželské dcery Ludvíka XIV. a Madame de Montespan. Jako členka vládnoucího rodu Bourbonů byla Luisa Henrietta princeznou královské krve. V mládí byla u dvora známá jako Mademoiselle de Conti.
Její otec zemřel v roce 1727 na „hrudní otok“. Tím se Luisin starší bratr Louis François I. de Bourbon stal princem de Conti.

## Manželství
O její ruku požádal jeden z jejích bratranců, Louis Jean Marie de Bourbon, vévoda z Penthiévre, syn Ludvíka Alexandra de Bourbon. Její matka však chtěla pro svou dceru prestižnějšího dědice. A tak se 17. prosince 1743, když jí bylo sedmnáct let, provdala za syna svého bratrance, vévodu z Chartres, Ludvíka Filipa I. Orleánského. Svatba se konala ve Versailles.
Matka Luisy Henrietty, Luisa Alžběta Bourbonská, doufala, že sňatek ukončí konflikt mezi rodem Bourbon-Condé a rodem Orléans, jehož zdrojem bylo nepřátelství mezi její matkou, Luisou Františkou Bourbonskou, a její tetou, Františkou Marií Bourbonskou, které byly sestry a nemanželské dcery Ludvíka XIV. a Madame de Montespan.
Ke sňatku mezi těmito dvěma rody už došlo v roce 1731, kdy se uskutečnila svatba Henriettina staršího bratra Louise François I. de Bourbon s Luisou Dianou Orleánskou. Otec vévody z Chartres, Ludvík I. Orleánský, známý jako Zbožný, uznal volbu jeho manželky, protože princezna byla vychována v klášteře. Nicméně, po hodně vášnivém začátku, Luisa Henrietta svým skandálním chováním způsobila, že se pár rozešel.

### Potomci
Pár měl tři děti:
- 1. Dcera (13. 7. 1745 Saint-Cloud – 14. 12. 1745 tamtéž)
- 2. Ludvík Filip II. Josef (13. 4. 1747 Saint-Cloud – 6. 11. 1793 Paříž), vévoda orleánský, vévoda z Montpensier a z Chartres, liberální politik, popraven gilotinou během Vlády teroru
  - ⚭ 1769 Luisa Marie Adelaida Bourbonská (13. 3. 1753 Paříž – 23. 6. 1821 Ivry-sur-Seine)
- 3. Batilda Orleánská (9. 7. 1750 Saint-Cloud – 10. 1. 1822 Paříž),
  - ⚭ 1770 Ludvík Jindřich Bourbon-Condé (13. 4. 1756 Paříž – 27. 8. 1830), kníže z Condé, bourbonský vévoda, vévoda z Enghienu, pán ze Chantilly

Mezi její milence patřil hrabě z Melfortu, se kterým se seznámila po narození svého syna. Během revoluce v roce 1789 Ludvík Filip II. Orleánský prohlašoval, že jeho otcem není matčin manžel, ale kočí z Palais Royal.

## Smrt
Luisa Henrietta zemřela 9. února 1759 v Palais Royal, za přítomnosti manžela a dětí. Těm v té době bylo jedenáct a osm let. Po její smrti měl její manžel několik milenek a nakonec našel lásku svého života, Madame de Montesson, se kterou se také oženil.

## Tituly a oslovení
- 20. června 1726 – 17. prosince 1743: Její Jasnost Mademoiselle de Conti
- 17. prosince 1743 – 4. února 1752: Její Jasnost vévodkyně ze Chartres
- 4. února 1752 – 9. února 1759: Její Jasnost vévodkyně z Orléansu

## Vývod z předků
|                            |                                |  |                          |                                      |  |  |  |  |  |  |  | Jindřich II. Bourbon-Condé |
|                            |                                |  |                          |                                      |  |  |  |  |  |  |  |                            |
|                            | Armand Bourbon-Conti           |  |                          |                                      |  |  |  |  |  |  |  |                            |
|                            |                                |  |                          |                                      |  |  |  |  |  |  |  |                            |
|                            |                                |  |                          | Charlotta de la Trémoille            |  |  |  |  |  |  |  |                            |
|                            |                                |  |                          |                                      |  |  |  |  |  |  |  |                            |
|                            | František Ludvík Bourbon-Conti |  |                          |                                      |  |  |  |  |  |  |  |                            |
|                            |                                |  |                          |                                      |  |  |  |  |  |  |  |                            |
|                            |                                |  |                          | Girolamo Martinozzi                  |  |  |  |  |  |  |  |                            |
|                            |                                |  |                          |                                      |  |  |  |  |  |  |  |                            |
|                            | Anna Marie Martinozzi          |  |                          |                                      |  |  |  |  |  |  |  |                            |
|                            |                                |  |                          |                                      |  |  |  |  |  |  |  |                            |
|                            |                                |  |                          | Laura Markéta Mazzarini              |  |  |  |  |  |  |  |                            |
|                            |                                |  |                          |                                      |  |  |  |  |  |  |  |                            |
|                            | Ludvík Armand II. Bourbonský   |  |                          |                                      |  |  |  |  |  |  |  |                            |
|                            |                                |  |                          |                                      |  |  |  |  |  |  |  |                            |
|                            |                                |  |                          | Ludvík II. Bourbon-Condé             |  |  |  |  |  |  |  |                            |
|                            |                                |  |                          |                                      |  |  |  |  |  |  |  |                            |
|                            | Jindřich Jules Bourbon-Condé   |  |                          |                                      |  |  |  |  |  |  |  |                            |
|                            |                                |  |                          |                                      |  |  |  |  |  |  |  |                            |
|                            |                                |  |                          | Claire-Clémence de Maillé-Brézé      |  |  |  |  |  |  |  |                            |
|                            |                                |  |                          |                                      |  |  |  |  |  |  |  |                            |
|                            | Marie Tereza Bourbonská        |  |                          |                                      |  |  |  |  |  |  |  |                            |
|                            |                                |  |                          |                                      |  |  |  |  |  |  |  |                            |
|                            |                                |  |                          | Eduard Falcký                        |  |  |  |  |  |  |  |                            |
|                            |                                |  |                          |                                      |  |  |  |  |  |  |  |                            |
|                            | Anna Henrietta Bavorská        |  |                          |                                      |  |  |  |  |  |  |  |                            |
|                            |                                |  |                          |                                      |  |  |  |  |  |  |  |                            |
|                            |                                |  |                          | Anna Gonzagová                       |  |  |  |  |  |  |  |                            |
|                            |                                |  |                          |                                      |  |  |  |  |  |  |  |                            |
| Luisa Henrietta Bourbonská |                                |  |                          |                                      |  |  |  |  |  |  |  |                            |
|                            |                                |  |                          |                                      |  |  |  |  |  |  |  |                            |
|                            |                                |  | Ludvík II. Bourbon-Condé |                                      |  |  |  |  |  |  |  |                            |
|                            |                                |  |                          |                                      |  |  |  |  |  |  |  |                            |
|                            | Jindřich Jules Bourbon-Condé   |  |                          |                                      |  |  |  |  |  |  |  |                            |
|                            |                                |  |                          |                                      |  |  |  |  |  |  |  |                            |
|                            |                                |  |                          | Claire-Clémence de Maillé-Brézé      |  |  |  |  |  |  |  |                            |
|                            |                                |  |                          |                                      |  |  |  |  |  |  |  |                            |
|                            | Ludvík III. Bourbon-Condé      |  |                          |                                      |  |  |  |  |  |  |  |                            |
|                            |                                |  |                          |                                      |  |  |  |  |  |  |  |                            |
|                            |                                |  |                          | Eduard Falcký                        |  |  |  |  |  |  |  |                            |
|                            |                                |  |                          |                                      |  |  |  |  |  |  |  |                            |
|                            | Anna Henrietta Bavorská        |  |                          |                                      |  |  |  |  |  |  |  |                            |
|                            |                                |  |                          |                                      |  |  |  |  |  |  |  |                            |
|                            |                                |  |                          | Anna Gonzagová                       |  |  |  |  |  |  |  |                            |
|                            |                                |  |                          |                                      |  |  |  |  |  |  |  |                            |
|                            | Luisa Alžběta Bourbonská       |  |                          |                                      |  |  |  |  |  |  |  |                            |
|                            |                                |  |                          |                                      |  |  |  |  |  |  |  |                            |
|                            |                                |  |                          | Ludvík XIII.                         |  |  |  |  |  |  |  |                            |
|                            |                                |  |                          |                                      |  |  |  |  |  |  |  |                            |
|                            | Ludvík XIV.                    |  |                          |                                      |  |  |  |  |  |  |  |                            |
|                            |                                |  |                          |                                      |  |  |  |  |  |  |  |                            |
|                            |                                |  |                          | Anna Rakouská                        |  |  |  |  |  |  |  |                            |
|                            |                                |  |                          |                                      |  |  |  |  |  |  |  |                            |
|                            | Luisa Františka Bourbonská     |  |                          |                                      |  |  |  |  |  |  |  |                            |
|                            |                                |  |                          |                                      |  |  |  |  |  |  |  |                            |
|                            |                                |  |                          | Gabriel de Rochechouart de Mortemart |  |  |  |  |  |  |  |                            |
|                            |                                |  |                          |                                      |  |  |  |  |  |  |  |                            |
|                            | Madame de Montespan            |  |                          |                                      |  |  |  |  |  |  |  |                            |
|                            |                                |  |                          |                                      |  |  |  |  |  |  |  |                            |
|                            |                                |  |                          | Diane de Grandseigne                 |  |  |  |  |  |  |  |                            |
|                            |                                |  |                          |                                      |  |  |  |  |  |  |  |                            |